# Antonio Bezerra Brandão
Antonio Bezerra Brandão (Araraquara, 21 december 1977), ook wel kortweg Toninho genoemd, is een Braziliaans voetballer.

## Carrière
Toninho speelde tussen 1996 en 2012 voor verschillende clubs, in Brazilië en Japan.